# Copris curlettii
Copris curlettii är en skalbaggsart som beskrevs av Moretto 2011. Copris curlettii ingår i släktet Copris och familjen bladhorningar. Inga underarter finns listade i Catalogue of Life.